# Biełaruskaja szkoła
Biełaruskaja szkoła (biał. Беларуская школа) – kolaboracyjne pismo na okupowanej Białorusi podczas II wojny światowej
Pismo zaczęło wychodzić w lutym 1942 r. w okupowanym Mińsku, ale drukowano je w Wilnie. Było organem prasowym Głównego Inspektoratu Szkolnego przy Komisarzu Generalnym Okręgu Generalnego „Białoruś”. Ukazywało się początkowo raz w miesiącu, a następnie dwa razy w miesiącu po białorusku. Funkcję redaktora naczelnego pełnił Jazep Najdziuk. Pismo pełniło rolę uzupełniającą dla niewielkiej liczby podręczników, jakie pozwoliły wydać niemieckie władze okupacyjne. Dlatego publikowano w nim przede wszystkim materiały metodyczne dla nauczycieli oraz artykuły i felietony dotyczące kwestii pedagogicznych. Ogółem wyszło 6 numerów pisma. Ostatni ukazał się w grudniu 1942 r. Zastąpiło je pismo „Szkoła i żyćcio”.